# Château de Kröchlendorff
Le château de Kröchlendorff (Herrenhaus Kröchlendorff) est un château situé dans le village du même nom, appartenant aujourd'hui à la commune du Nordwestuckermark dans le Brandebourg (arrondissement d'Uckermark).

## Histoire
Oskar von Arnim-Kröchlendorff (1813-1903), député de la chambre des seigneurs de Prusse et du Reichstag, fait construire le château sur son domaine de Kröchlendorff en 1844. L'architecte Eduard Knoblauch dessine les plans d'un château néogothique à l'anglaise et Peter Joseph Lenné un jardin anglais. Arnim fait appel à son parent Ferdinand von Arnim, architecte de la cour, pour reconstruire l'église du domaine en style néogothique de 1864 à 1868.
C'est à Kröchlendorff que le baron von Arnim épouse la sœur de Bismarck, Malwine.
Le château abrite pendant les dernières années de la Seconde Guerre mondiale une partie de l'ambassade du Japon évacuée de Berlin. Le dernier propriétaire, le baron Detlev von Arnim, est expulsé et exproprié en 1945. Il avait fui le château avec sa famille l'hiver précédent à cause de l'avancée de l'Armée rouge.
Le château accueille alors des centaines de réfugiés des anciens territoires de l'Est allemand (province de Prusse-Orientale, province de Prusse-Occidentale, province de Silésie, etc.) ensuite le château est saccagé. Du temps de la république démocratique allemande, il sert de maison de convalescence pour enfants.
Le château est restauré en 1993 et devient la propriété du Outward Bound (créé dans les années 1940 par Laurence Holt et Kurt Hahn) qui gère un réseau de maisons d'éducation en Europe, selon les idées de Jean-Jacques Rousseau, de John Dewey et de William James.